# John Brown Gordon
John Brown Gordon (Contea di Upson, 6 febbraio 1832 – Miami, 9 gennaio 1904) è stato un militare e politico statunitense. Pur provenendo da studi e pratica di legge e quindi privo di specifica preparazione militare, divenne all'inizio della guerra di secessione ufficiale nell'Esercito degli Stati Confederati, dimostrandosi su molti campi di battaglia del fronte virginiano comandante brillante, valoroso, dalla forte personalità ed anche dotato di chiara intelligenza tattico-strategica.
Alla fine della guerra civile, dopo aver guidato negli anni precedenti dalla prima linea con grande coraggio i suoi uomini dell'Alabama e della Georgia in quasi tutte le grandi battaglie in Virginia, rimanendo ferito numerose volte, assunse il comando, con il grado di maggior generale ma facente funzione di tenente generale, dell'intero II Corpo d'armata dell'Armata Confederata della Virginia Settentrionale, e guidò con notevole abilità le ultime disperate controffensive sudiste nella Valle di Shenandoah, sul fronte di Petersburg ed a Appomattox, dove condusse l'ultimo tentativo di rompere l'accerchiamento prima della resa del 9 aprile 1865.
Particolarmente stimato dallo stesso generale Robert Edward Lee, di cui divenne uno dei consiglieri più ascoltati, viene considerato dalla storiografia americana uno degli ufficiali più capaci dal punto di vista tattico e strategico e maggiormente dotati di personalità e attitudine al comando, rivelatesi nel campo confederato durante il conflitto.
Fu membro della Massoneria e, sostenuto dal Ku Klux Klan, nel dopoguerra divenne anche governatore della Georgia.

## Biografia

### Sul fronte virginiano
Originario di una famiglia di piantatori della Georgia, John Brown Gordon, quarto di dodici figli, compì studi in legge all'Università della Georgia ad Atlanta (senza tuttavia laurearsi), intraprendendo per breve tempo anche la pratica legale oltre a curare alcuni investimenti della famiglia in miniere di carbone in Tennessee. Allo scoppio della guerra civile americana Gordon, pur privo di educazione militare specifica, venne rapidamente eletto capitano di un reparto di volontari, salendo poi subito di grado fino ad assumere la carica di colonnello comandante del 6º reggimento dell'Alabama, inviato sul fronte virginiano.
Con questo reparto, il colonnello Gordon prese parte alla lunga e sanguinosa campagna del 1862, distinguendosi per la prima volta alla battaglia dei Sette Pini, dove il 6º Alabama, inquadrato nella brigata del brigadier generale Robert Rodes (divisione del generale Daniel Harvey Hill) sferrò un violento attacco alla ridotta di Fair Oaks, difesa dalle truppe dell'Unione del generale Casey. Gordon guidò audacemente in prima linea la carica che costò pesanti perdite (il 6º Alabama ebbe il 60% di uomini morti o feriti) ma venne infine coronata da successo: la posizione venne conquistata dagli uomini dell'Alabama, anche se la battaglia terminò senza risultati decisivi.
Durante le successive battaglie dei Sette Giorni, il colonnello Gordon (sempre schierato nella divisione del capace generale Hill) passò temporaneamente al comando dell'intera brigata del generale Rodes, rimasto ferito sul campo, e prese parte soprattutto all'aspra battaglia di Malvern Hill. La brigata di Gordon sferrò uno degli attacchi principali contro le solide linee federali, e venne decimata dal fuoco nemico; il colonnello guidò coraggiosamente l'inutile tentativo e ottenne nuova fama come ufficiale capace e valoroso, ma rimase anche ferito seriamente agli occhi, dovendo di conseguenza abbandonare temporaneamente il comando.
Ripresosi dalla ferita, il colonnello Gordon tornò alla testa del 6º Alabama, ma rientrò in azione solo durante la campagna del Maryland, il primo tentativo del generale Lee di invadere il Nord. Alla cruenta battaglia di Antietam il reparto di Gordon venne schierato sulla cosiddetta Sunken Road, la "strada in trincea", la cui posizione era fondamentale al centro delle linee confederate. Il generale Lee in persona controllò lo schieramento di Gordon che nell'occasione manifestò grande spirito combattivo e non mancò di impressionare favorevolmente il comandante in capo dell'armata.
L'attacco delle truppe dell'Unione contro la Sunken Road fu devastante, ma gli alabamiani di Gordon si batterono con grande valore; il colonnello stesso rimase sulle linee e venne ferito cinque volte (agli arti superiori, inferiori e alla spalla sinistra), finendo per cadere incosciente, dopo un'ultima ferita al volto, sul campo di battaglia ma evitando miracolosamente la morte. Evacuato nelle retrovie, Gordon passò un lungo periodo di cure e convalescenza prima di rientrare sul campo nella primavera del 1863, assegnato al comando di una brigata georgiana con cui si distinse anche alla vittoriosa battaglia di Chancellorsville, prima di partecipare alla decisiva invasione della Pennsylvania, sempre al comando della brigata, composta da combattivi reggimenti della Georgia, della divisione del generale Jubal Early, appartenente al II Corpo d'armata del generale Richard Ewell.

### Gettysburg e la campagna del 1864
Nelle fasi iniziali dell'invasione della Pennsylvania la brigata georgiana di Gordon (promosso generale di brigata) marciò in testa al resto delle formazioni del II Corpo d'armata che era penetrato per primo in territorio nemico, avanzando audacemente in direzione di Harrisburg, la capitale dello Stato. Le truppe del generale Gordon raggiunsero il corso del fiume Susquehanna, il punto più a settentrione tra tutti i reparti dell'armata, prima di essere precipitosamente richiamate a sud per prendere parte all'inattesa e prematura battaglia di Gettysburg.

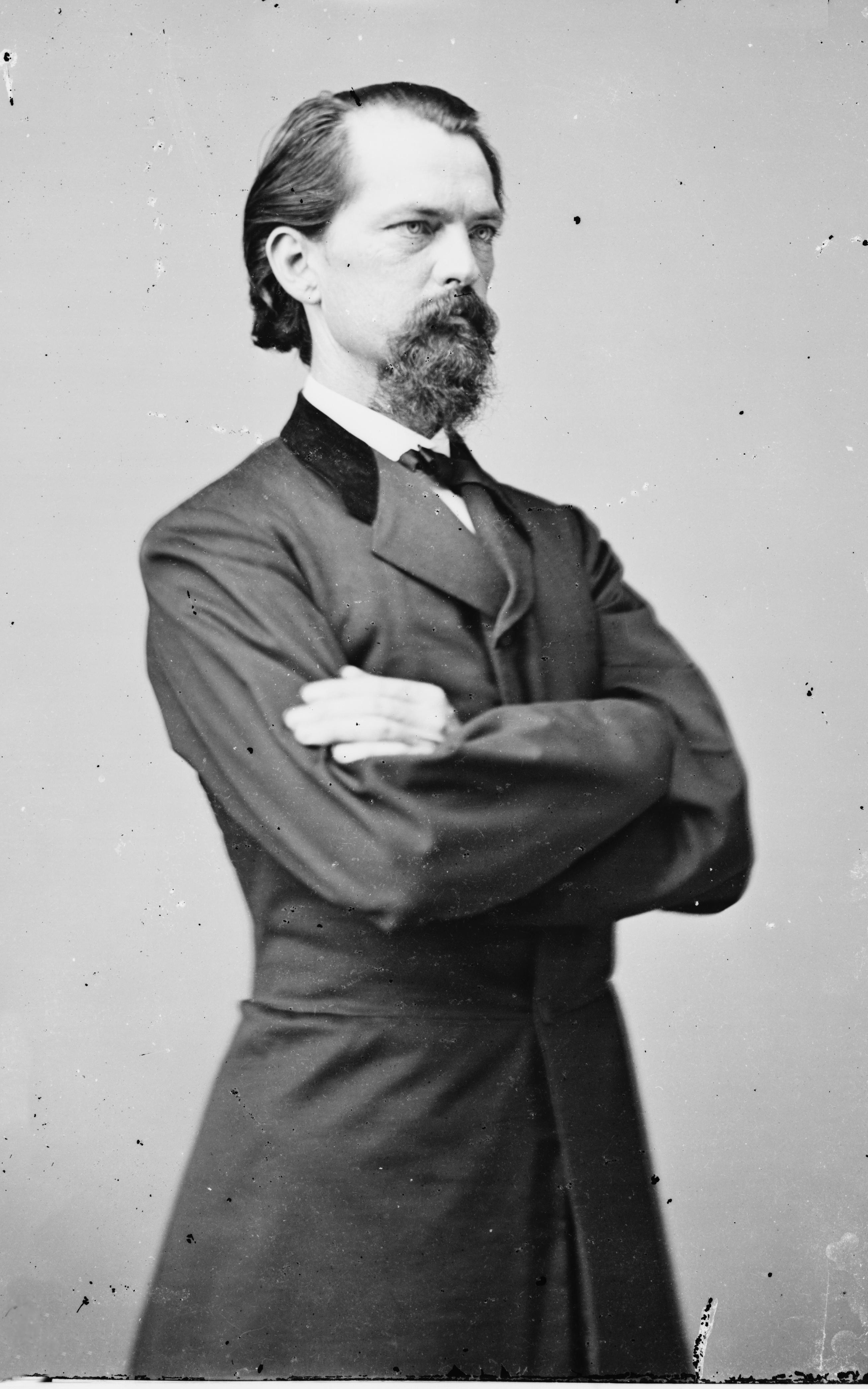
Il generale Gordon in abiti civili (foto di Matthew Brady).

Il 1º luglio 1863 la brigata di Gordon giunse sul campo di battaglia nel primo pomeriggio, provenendo da nord-est e sbucando di sorpresa sul fianco destro esposto delle precarie linee dell'Unione. L'intervento delle truppe del generale Gordon e dell'intera divisione del generale Early fu decisivo, e completò la vittoria confederata del primo giorno. In questa fase Gordon ed Early, favorevoli a proseguire immediatamente l'attacco sfruttando il momento favorevole e lo sbandamento federale occupando l'altura chiave di Culps Hill, entrarono in contrasto con il generale Ewell che prudentemente attese nuovi ordini di Lee, e comunque condusse con scarsa risolutezza i combattimenti del 2 e 3 luglio a cui i reparti di Gordon parteciparono solo marginalmente. Non coinvolta direttamente nella disfatta finale, la brigata georgiana del generale Gordon dovette comunque ripiegare tristemente a sud insieme ai resti dell'armata sconfitta.
Fu durante la dura e interminabile campagna del 1864 che John Brown Gordon diede completa dimostrazione delle sue qualità di capo militare, esibendo non solo combattività, audacia e coraggio personale, ma anche notevoli capacità di tattico ed anche di stratega, assumendo un ruolo privilegiato tra i luogotenenti e i consiglieri del generale Lee, sempre più afflitto dalle difficoltà della situazione e svantaggiato dalla netta superiorità di uomini e mezzi del nemico. Inizialmente sempre al comando della brigata della Georgia nella divisione del generale Early, Gordon partecipò alla battaglia di Wilderness dove ideò e condusse un abile attacco aggirante sul fianco destro delle forze federali, mettendo in grave difficoltà il nemico e contribuendo a concludere con un successo i duri combattimenti.
Alla successiva battaglia di Spotsylvania il generale Gordon svolse un ruolo ancor più decisivo: dopo il crollo delle linee confederate nel cosiddetto "angolo insanguinato" (Bloody Angle, al centro delle linee sudiste), il generale Lee affidò proprio a Gordon il comando dell'intera divisione del generale Early (passato temporaneamente al comando del III Corpo d'armata), posta in riserva per ristabilire la situazione e contrattaccare. Il generale passò immediatamente all'attacco, dopo aver dissuaso Lee dal prendere parte personalmente all'azione, e riguadagnò una parte del terreno perduto, stabilizzando, dopo combattimenti straordinariamente accaniti e sanguinosi, le precarie posizioni confederate e vanifcando gli ambiziosi piani del generale Grant.

### Dalla valle dello Shenandoah ad Appomattox
Mentre si succedevano nuovi aspri scontri sul fronte virginiano, il generale Lee cercò di riprendere l'iniziativa inviando l'intero II Corpo d'armata, ora comandato dal generale Early, lungo la valle del fiume Shenandoah per effettuare un'audace puntata oltre il Potomac e minacciare la stessa Washington. Il generale Gordon mantenne il comando della sua divisione con il grado di maggior generale, e prese parte alla pericolosa avanzata confederata in direzione della capitale federale. Anche in questa fase Gordon diede prova di notevoli qualità di comando e avanzò rapidamente verso il Potomac, prendendo parte con un ruolo decisivo alla vittoriosa battaglia del Monocacy e raggiungendo con le sue truppe la periferia di Washington.

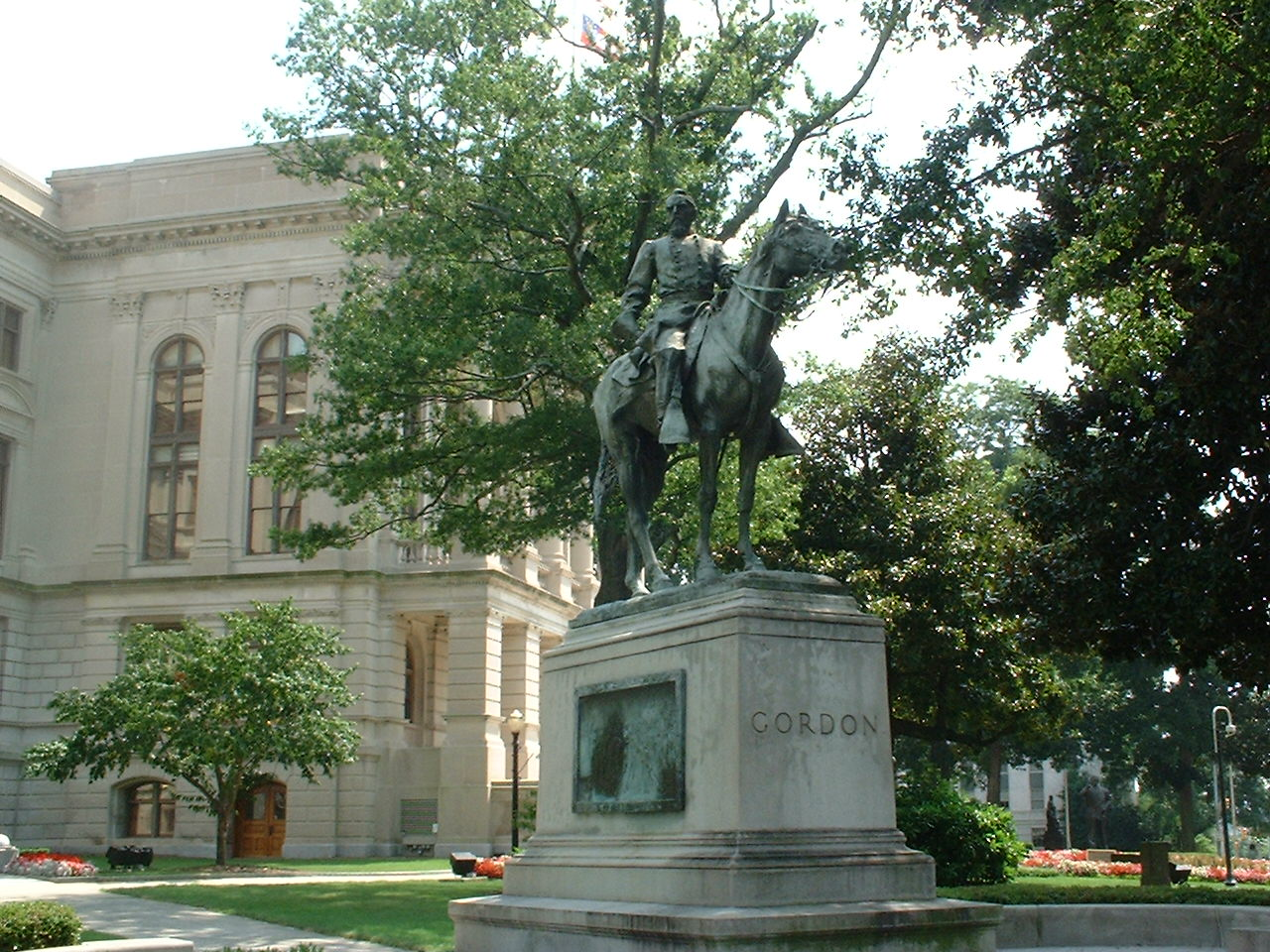
La statua equestre del generale Gordon ad Atlanta.

Dopo il ripiegamento lungo la valle dello Shenandoah, Gordon rimase con il II Corpo del generale Early e combatté in tutte le battaglie principali della dura campagna in questa regione contro le preponderanti forze unioniste del generale Sheridan. Nell'ottobre 1864 il generale Early, dopo aver subito una serie di sconfitte, decise di passare alla controffensiva e fu proprio il generale Gordon che ideò l'audace piano di marcia avvolgente per sferrare un attacco di sorpresa sul fianco dei federali a Cedar Creek.
Gordon condusse la manovra aggirante, alla testa del grosso del II Corpo d'armata, con grande abilità; sorprese completamente il nemico e sbaragliò inizialmente l'VIII Corpo d'armata dell'Unione. Tuttavia la battaglia, iniziata con questo spettacolare successo, sarebbe terminata ugualmente con la sconfitta confederata, dopo l'arrivo di potenti forze di riserva unioniste guidate personalmente dal generale Sheridan.
Dopo questa sfortunata battaglia e la destituzione di Early, il generale Gordon assunse definitivamente il comando dell'intero II Corpo d'armata e rientrò nel settore di Petersburg, abbandonando la valle dello Shenandoah e rafforzando le deboli forze del generale Lee poste a difesa di Richmond. Per i suoi successi, per la notevole abilità tattica dispiegata e per l'intuito strategico dimostrato, Gordon divenne uno dei luogotenenti più fidati ed uno dei consiglieri più ascoltati del generale Lee durante l'ultima fase della guerra.
Alla ripresa delle operazioni nella primavera 1865 quindi Lee si rivolse al generale Gordon (ora facente funzione di tenente generale) per trovare una via d'uscita dalla situazione ormai compromessa delle forze confederate sul fronte di Petersburg. Il generale propose un brillante attacco a sorpresa nel settore chiave di Fort Stedman, ideando anche innovative tattiche di infiltrazione e di penetrazione in profondità precorritrici di procedimenti tattici del ventesimo secolo. Dopo aver ricevuto l'assenso di Lee, Gordon sferrò quindi il suo audace attacco, che però, dopo un successo iniziale, terminò in un fallimento di fronte alle difficoltà reali e alle potenti forze federali.
La situazione ormai stava precipitando, e la nuova offensiva dell'Unione costrinse infine il generale Lee ad ordinare l'abbandono delle linee di Petersburg e l'evacuazione di Richmond, cercando di ripiegare verso sud. L'ultima campagna dell'Armata della Virginia Settentrionale sarebbe terminata ad Appomattox con la resa di tutte le forze superstiti. Il generale Gordon, alla guida del II Corpo d'armata ancora efficiente, svolse un ruolo cruciale anche in quest'ultima fase, guidando, in testa alle altre formazioni dell'armata, la manovra di sganciamento e di ritirata, e affrontando vari duri scontri con le forze nemiche all'inseguimento.
Combattivo fino all'ultimo, Gordon guidò anche, il 9 aprile 1865, l'ultimo attacco confederato ad Appomattox per cercare disperatamente di rompere l'accerchiamento delle forze dell'Unione. Dopo la resa, il generale guidò orgogliosamente l'ultima parata delle sue truppe davanti alle linee dell'Unione, prima di cedere le armi con onore.

### Dopo la guerra
Dopo la fine della guerra civile riprese l'attività legale. John Brown Gordon, rinomato come eroe di guerra, mantenne il suo impegno a favore dei diritti del Sud e si oppose strenuamente alla politica della Ricostruzione organizzata dal Governo Federale, favorendo il mantenimento della segregazione razziale degli afroamericani a favore del dominio dei bianchi. Coinvolto nel fenomeno del Ku Klux Klan, di cui secondo alcune fonti sarebbe stato il capo segreto nello Stato della Georgia, Gordon respinse le accuse rivoltegli ma affermò il suo impegno a favore di società segrete per il "mantenimento della pace al Sud".
Già nel 1868 aveva tentato una prima volta la scalata al potere in Georgia, ma era stato sconfitto dal candidato repubblicano Rufus Bullock. Nel 1873 Gordon venne eletto al Senato degli Stati Uniti, mantenendo il seggio fino al 1880. Nonostante si proclamasse un irriducibile avversario del Nord, nel 1877 non esitò ad allearsi col repubblicano Rutherford Hayes: in cambio del blocco di voti che avrebbe condotto Hayes a diventare presidente degli Stati Uniti, Gordon ottenne il definitivo ritiro delle truppe federali dal Sud degli Stati Uniti, sancendo così la fine dell'occupazione postbellica (ovvero il cosiddetto compromesso del 1877).
Assieme ad Alfred H. Colquitt e Joseph E. Brown Gordon formò il "triumvirato di Bourbon", che dominò la scena politica georgiana durante la seconda metà del XIX secolo e garantì la preponderanza del Partito Democratico. Nel 1880 tuttavia si levò un coro di proteste contro i tre quando Gordon si dimise dal Senato per diventare direttore delle ferrovie georgiane, permettendo a Colquitt, allora governatore, di nominare Brown suo successore; soprattutto Gordon fu accusato di corruzione dalla stampa, e dovette subire un'imponente campagna mediatica negativa guidata dalla futura senatrice Rebecca Latimer Felton.
Nel 1886 divenne governatore della Georgia, per poi tornare al Senato federale dal 1891 al 1897. Nel 1903 l'ex-generale pubblicò le sue interessanti memorie di guerra (Reminiscences of the Civil War), che incontrarono il favore del pubblico e della critica. John Brown Gordon morì improvvisamente nel 1904, all'età di 71 anni, a Miami, dove si era recato per visitare il figlio.
Personaggio tra i più notevoli della guerra civile, tipico rappresentante delle classi dominanti bianche del Sud, di costituzione agile e con profondi occhi chiari in un volto dalla forte espressività, il generale Gordon unì spiccate doti di comando, capacità di riscuotere l'ammirazione ed il consenso di superiori, sottoposti e truppa, grande coraggio personale, con un carattere solido e lucide capacità intellettuali che gli permisero di mostrare notevole perspicacia strategica e tattica. Capace di ideare nuove tattiche ed ampi progetti strategici e di mettere in esecuzione i suoi piani, viene considerato uno dei capi più brillanti emersi nei due campi durante la guerra civile.